# فرانك مكافيني
فرانك مكافيني (بالإنجليزية: Frank McAvennie)‏ مواليد 22 نوفمبر 1959 في غلاسكو، هو لاعب كرة قدم اسكتلندي دولي سابق كان يلعب في مركز الهجوم. سبق له أن لعب في كأس العالم لكرة القدم مع منتخب بلاده. لعب خلال مسيرته 393+ مباراة سجل خلالها 136+ هدفاً.
لعب مهاجما لنادي سانت ميرين ونادي وست هام يونايتد ونادي سلتيك، بعد أن قضى فترتين مع كل من هذه الأندية. مع سلتيك فاز بالدوري الإسكتلندي الممتاز في 1987-1988 والكأس الاسكتلندي في 1988. توج خمس مرات في المستوى الأول مع منتخب اسكتلندا خلال الثمانينات، وسجل هدفًا واحدًا.

## النشأة
وُلد ماكافيني في غلاسكو، اسكتلندا، ونشأ في ميلتون وحضر مدرسة القديس أوغسطين أيضًا في ميلتون.

## المسيرة الاحترافية
بدأ ماكافيني مسيرته الكروية في دوري كرة القدم الإسكتلندي للناشئين. في عام 1979 خلال مباراة للهواة مع فريق محلي في مدينة كيركينتيلوتش، ولعب بشكل جيد، وحصل على اهتمام من بعض الكشافة المحليين. تم ترشيحه لفريق الناشئين المحلي جونستون بيرغ للتوقيع معهم مقابل رسوم قدرها 500 جنيه إسترليني. أكمل تجربة نادي بارتيك ثيسل في لعبة واحدة حيث تم إرساله كبديل فقط ليتم استبداله في نفس اللعبة ويقال من قبل المدير بيرتي أولد أنه لن يحقق أي مسيرة في لعبة كرة القدم. قبل أن يصبح محترفًا، كان قد انضم إلى الجيش الإقليمي وخضع لاحقًا لمحاكمات مع الجيش البريطاني ولكن لم يتم قبوله لدور معهم بسبب عدم قدرته على إصابة الهدف أثناء ممارسات الرماية. لم ينتقل إلى كرة القدم الاحترافية حتى انضم إلى نادي سانت ميرين في عام 1980، في سن العشرين. جاء ظهوره الأول في الدوري في موسم 1981-82 بعد هزيمة فريق نادي أردريونيانز بنتيجة 4-3. لعب كلاعب خط وسط، وسجل ماكافيني هدفين. في عام 1982، حصل على لقب أفضل لاعب شاب في اسكتلندا. شارك في 135 مباراة بالدوري خلال السنوات الخمس التالية، وسجل 48 هدفًا.

### نادي ويستهام يونايتد
جذب شكله القوي في اسكتلندا الانتباه من إنجلترا وأجرى ماكافيني محادثات مع نادي لوتون تاون ومديره، ديفيد بليت، في صيف عام 1985. مع تقدم المحادثات بشكل جيد، قرر ماكافيني عدم التوقيع على عقد لوتون بسبب موقف رئيسه، ديفيد إيفانز. مع موافقة نادي سانت ميرين على رسوم مع وست هام يونايتد، التقى مكافيني مع مديره جون ليال وطاقمه ووقع معه في يونيو 1985 مقابل 340.000 جنيه إسترليني. ظهر لأول مرة في وست هام في 17 أغسطس 1985، في المباراة الافتتاحية للموسم، حيث هُزم فريقه 1-0 خارج أرضه أمام برمنغهام سيتي مع أول هدفين له في مباراته الثانية، في المباراة التي انتهت بالهزيمة 3-1 على أرضه من كوينز بارك رينجرز. وقع في الأصل كلاعب خط وسط مهاجم، ولعب كمهاجم خارج الملعب بعد إصابة باول غودارد في المباراة الافتتاحية للموسم. لقد استمر في إبقاء باول غودارد خارج الفريق وأطلق شرارة انتقاله من النادي في الموسم التالي. شكل شراكة هائلة مع المهاجم الإنجليزي الشاب أنتوني كوتي حيث سجل ماكافيني 26 هدفًا في الدوري وكوتي 20. هدف إضافي واحد في كل من كأس الرابطة وكأس الاتحاد الإنجليزي شهد ارتفاع رصيده إلى 28 هدفًا في 51 مباراة في جميع المسابقات. في موسمه الأول، ساعد وست هام في الوصول إلى أعلى مركز نهائي له على الإطلاق في كرة القدم الإنجليزية عندما احتل المركز الثالث. ولم يتغلب على أهدافه الـ 26 في الدوري إلا غاري لينيكر الذي هز الشباك 30 مرة لصالح نادي إيفرتون صاحب المركز الثاني.
في هذا الوقت، لفت نجاح مكافيني على أرض الملعب انتباه منتجي التلفزيون. وظهر على بي بي سي في برنامج ووجان شو، الذي استضافته تيري ووجان، وهو الحدث الذي غير حياة مكافيني ومتطلباته، وعاش نمط الحياة المشاهير. ونُقل عنه قوله «ثم وقعت على وست هام وألقيت عليّ أموال وفتيات، ويا من كنت لأقول لا؟ ثم ذهبت إلى ووغان وانطلقت بالفعل. لم أكن أبدًا تحت أي أوهام حول سبب حدوث ذلك. حكمة بسبب مظهري، لأنني كنت لاعب كرة قدم.»
حُرم وست هام من المشاركة في كأس الاتحاد الأوروبي للموسم التالي بسبب حظر الأندية الإنجليزية في المسابقات الأوروبية، والتي بدأت قبل عام بسبب كارثة ملعب هيسل. كان الموسم التالي أقل نجاحًا حيث احتل ويست هام المركز الخامس عشر حيث سجل ماكافيني سبعة أهداف فقط من 36 مباراة و11 من 47 مباراة في جميع المسابقات. بدأ موسم 1987-88 في وست هام.

### نادي سلتيك
لعب ماكافيني ثماني مباريات مع ويست هام في بداية 1987-1988، وفشل في التسجيل، قبل أن ينتقل إلى نادي سلتيك مقابل رسم قياسي للنادي يبلغ 750 ألف جنيه إسترليني في 2 أكتوبر 1987. اقترب منه غرايم سونيس للانضمام إلى نادي رينجرز المنافس في كأس العالم 1986، مما جعله أول لاعب كاثوليكي يلعب للنادي البروتستانتي، لكنه رفض، لكونه من أنصار سلتيك. ظهر لأول مرة مع سلتيك في اليوم التالي في مباراة انتهت بالتعادل 1-1 على أرضه ضد نادي هيبرنيان.
بدأ مكافيني بداية بطيئة في نادي سلتيك ولم يساعد تقدمه عندما شارك في مشاجرة على أرض الملعب مع كريس وودز وتيري بوتشر وغراهام روبرتس في لعبة Old Firm في نوفمبر 1987. تم طرد مكافيني وكريس وودز في الحادث الأولي، بينما تم طرد تيري بوتشر لاحقًا في المباراة. تم إبلاغ الأربعة في وقت لاحق إلى المدعي العام المالي ومثلوا أمام المحكمة بتهمة الإخلال بالنظام تتعلق بسلوكهم في تلك المباراة. تم الحكم على مكافيني بغير مذنب، ولم يتم إثبات روبرتس، بينما أدين كل من تيري بوتشر وكريس وودز بخرق السلام.
في نهاية المطاف، وجد ماكافيني مستواه في باركهيد، وساعدت أهدافه الـ 15 في موسم 1987-1988 سلتيك على تحقيق ثنائية الدوري الإسكتلندي الممتاز والكأس الاسكتلندي. في ذلك الموسم (موسم الذكرى المئوية للنادي)، كان جزءًا من ثلاثي أمامي رائع لسلتيك يتألف من مكافيني وآندي ووكر وجو ميلر. كان أحد أهم النقاط خلال الموسم لصالح ماكافيني هدفين في مباراة انتهت بالفوز لسيلتيك 2-0 على رينجرز في يناير 1988. كان نهائي الكأس في مايو لا يُنسى بشكل خاص بالنسبة لمكافيني حيث سجل هدفين متأخرين ليهزم دندي يونايتد 2-1، وجاء هدف الفوز في الدقيقة الأخيرة.
الموسم التالي، 1988-89، لم يكن سعيدًا بالنسبة لسلتيك، حيث احتل الفريق المركز الثالث في الدوري خلف رينجرز الفائز وصاحب المركز الثاني نادي أبردين. ومع ذلك، كان ماكافيني أحد لاعبي سلتيك القلائل في ذلك الموسم وسجل 11 هدفًا بحلول عيد الميلاد. ومع ذلك، فإن كسر ذراعه عندما أصيب به في مباراة ضد رينجرز قلص من تسجيله للأهداف. تمنى ماكافيني أيضًا العودة إلى لندن لتمكينه من قضاء المزيد من الوقت مع صديقته آنذاك، عارضة الأزياء جيني بليث. بعد خلاف عام مع المدير الفني بيلي مكنيل بشأن الاستغناء عن مباراة في الدوري في مارس 1989 ضد هارتس، رضخ سيلتيك لطلبات ماكافيني المتكررة للانتقال وباعه مرة أخرى إلى وست هام.

### العودة إلى وست هام
عاد ماكافيني إلى وست هام يونايتد في مارس 1989 في صفقة بقيمة 1.25 مليون جنيه إسترليني، مما جعله توقيعه القياسي. كانت أجرته الأسبوعية 2200 جنيه إسترليني، وهو أعلى أجر أسبوعي له كلاعب كرة قدم. وفقًا للسيرة الذاتية لمدير سلتيك بيلي مكنيل، أراد ماكافيني العودة إلى لندن وصديقته النموذجية جيني بليث. ادعى ماكافيني في سيرته الذاتية أن سلتيك كان يرفض أن يدفع له رسوم تسجيل. قبل عودته إلى ملعب بولين غراوند بقليل، قبل سلتيك عرضًا من مطارد اللقب نادي أرسنال، الذي كان مديره جورج غراهام يبحث عن هداف مؤكد لشريكه ألان سميث. ومع ذلك، رفض ماكافيني فرصة الانضمام إلى أرسنال وقبل عرض جون ليال بعد ذلك بوقت قصير. بينما واصل آرسنال الفوز بشكل كبير بلقب الدرجة الأولى في اليوم الأخير من الموسم، هبط وست هام إلى الدرجة الثانية وفشل ماكافيني في تسجيل هدف واحد في المباريات التسع المتبقية من الموسم. اعترف منذ ذلك الحين بأن قراره بالانضمام إلى وست هام وليس إلى أرسنال كان بناءً على حبه للنادي وليس على احتمالية نجاح كرة القدم.
لم تكن فترته الثانية في لندن ناجحة مثل فترته السابقة. الآن يلعب في الدرجة الثانية، ساءت الأمور لكل من ماكافيني ووست هام عندما أصيب المهاجم بكسر في الساق في المباراة الافتتاحية للموسم في 19 أغسطس 1989، بعد تحدي من قبل كريس كامارا لاعب ستوك سيتي، والذي وضعه خارج الملعب حتى مارس 1990. عاد في 31 مارس 1990 ضد بورت فايل. بحلول هذا الوقت، احتل وست هام المركز العاشر في الدوري وانتهى في النهاية في المركز السابع وخسر في التصفيات.
في أعقاب إصابته، زعمت الصحف الشعبية أن ماكافيني هدد باتخاذ إجراءات قانونية ضد كامارا. لم يتحقق ذلك وصرح ماكافيني بأنه لا ينوي التقاضي. كان رأي كامارا أن التحدي الذي يواجهه كان غير ضار وجيد تمامًا وأن ماكافيني قد خلق «العديد من الأكاذيب والذكريات الكاذبة» فيما يتعلق بالتعامل. يتذكر ماكافيني في سيرته الذاتية، سجل، دليل خبير، أن كامارا «جاء مباشرة من خلاله، وأسقطه على الأرض» ثم وقف فوقه قائل «انهض أيها الوغد الإسكتلندي، هذه لعبة رجل». نتج عن التدخل كسر في ساقه وكاحل ممزق وتمزق في الأربطة لمكافيني الذي كان لديه لوحان ومسامير مثبتة في كاحله وصفيحة أخرى في ساقه. وغضب بعض أنصار وست هام من التدخل أرسلوا تهديدات بالقتل إلى كامارا. جرحى، على مسكنات الألم ووقت الفراغ على يديه، زار ماكافيني النوادي الليلية في لندن لإبعاد تفكيره عن إصاباته والملل من عدم لعب كرة القدم. في هذه الأماكن، تعرّف على الكوكايين الذي أصبح مدمنًا عليه.
تعافى ماكافيني من الإصابة في موسم 1990-1991. هدفه الأول في فترته الثانية لوست هام والأول منذ أبريل 1987 في 29 أغسطس 1990 في مباراة الإياب 1-1 ضد بورتسموث. المباراة الثانية من الموسم. فاز وست هام بالترقية من الدرجة الثانية وبلغ نصف نهائي كأس الاتحاد الإنجليزي 1990-91. لعب 34 مباراة في الدوري وسجل 10 أهداف، وأصبح الآن شريكًا لتريفور مورلي في خط الهجوم (كان شريكه السابق في وست هام أنتوني كوتي قد غادر إلى نادي إيفرتون في أغسطس 1988).
كان موسم 1991-1992 سيئًا لكل من وست هام ومكافيني. سجل ثلاثة أهداف فقط في الدوري في النصف الأول من الموسم مع وست هام لم يخرج من أدنى ثلاثة أهداف بعد ديسمبر 1991. كما واجه منافسة على مكان منتظم من توقيع جديد مايك سمول. في 2 مايو 1992، وقع بأناقة في وست هام، وسجل ثلاثية في مباراته الأخيرة ضد نوتنغهام فورست بعد أن حل بديلاً لميتشل توماس. وكان وست هام قد هبط بالفعل إلى المركز الثاني والعشرين والمركز الأخير. كان رصيده في موسم محبط لكل من اللاعب والنادي ستة أهداف فقط من 20 مباراة بالدوري.

### أستون فيلا
ثم قبل ماكافيني عرضًا من رون أتكينسون للتوقيع مع أستون فيلا في صفقة انتقال مجانية، لكنه لعب ثلاث مباريات فقط في الدوري الإنجليزي الممتاز الجديد، حيث شهدت شراكة داليان أتكينسون والصاعد الجديد في بداية الموسم دين سوندرز ظهور فيلا كمنافس على اللقب. أنهى فيلا أخيرًا كوصيف لمانشستر يونايتد. لم يسجل ماكافيني لفيلا. غادر في يناير 1993 للانضمام إلى سلتيك.

### العودة إلى سلتيك
عند سماعه بخروجه من هونغ كونغ، وافق جون لامبي على شروط مع ماكافيني للتوقيع على عقد نادي بارتيك ثيسل. على الرغم من عقد مؤتمر صحفي للإعلان عن التوقيع في ملعب فيرهيل، إلا أن مدير سلتيك، ليام برادي، عندما سمع أنه متاح، أقنعه بالتوقيع مع ناديه السابق وهو ما فعله في يناير 1993. سجل تسعة أهداف في 19 مباراة بالدوري في ذلك الموسم، على الرغم من أن سيلتيك لم يتمكن إلا من الوصول إلى المركز الثالث حيث حصل نادي رينجرز على لقبه الخامس على التوالي.
في 1993-1994، شارك ماكافيني في 11 مباراة فقط في الدوري، وسجل مرة واحدة، حيث فقد مكانه في الفريق بعد رحيل ليام برادي وتعيين لوي ماكاري كمدير. في فبراير 1994، أقرض ماكاري ماكافيني إلى سويندون تاون المتعثر في الدوري الإنجليزي الممتاز، وخاض سبع مباريات فقط في الدوري وفشل في التسجيل حيث هبط النادي في المركز الأخير في نهاية موسم 1993-1994 حيث حقق خمسة انتصارات فقط وتلقى 100 هدف.

### فالكيرك وسانت ميرين
ثم غادر سلتيك للمرة الثانية ووقع مع نادي فالكيرك، الذي تمت ترقيته حديثًا إلى القسم الإسكتلندي الممتاز للفترة 1994-1995، وسجل هدفين في ثلاث مباريات قبل أن يخسر أحد الأقسام ويعود إلى سانت ميرين في انتقال مجاني في 14 أكتوبر 1994. لعب سبع مباريات مع سانت ميرين في ذلك الموسم، وفشل في التسجيل، قبل أن يتقاعد كلاعب في سن 35. في مسيرته الاحترافية التي امتدت لمدة 15 عامًا، تمكن من تسجيل إجمالي 136 هدفًا في الدوري الإنجليزي والإسكتلندي، بالإضافة إلى العديد من الأهداف في الكؤوس وأيضًا في أوروبا مع سلتيك.

### الأندية التي لعب لها
- نادي سانت ميرين
- وست هام يونايتد
- نادي سلتيك
- أستون فيلا
- نادي كليفتونفيل
- نادي جنوب الصين
- سويندون تاون
- نادي فالكيرك

## المشاركة الدولية
تم استدعاء ماكافيني إلى المنتخب الاسكتلندي في أواخر عام 1985 لمباراة تصفيات كأس العالم مع منتخب أستراليا في هامبدن بارك في 20 نوفمبر. بعد هدف في الدقيقة 58 من قبل دافي كوبر، سجل ماكافيني في الدقيقة 60 في أول ظهور دولي له. انتهت المباراة 2-0 أمام اسكتلندا. في مباراة الإياب في ملبورن في 4 ديسمبر 1985، والتي كانت الظهور الدولي الثاني لمكافيني، انتهت المباراة 0-0 مما أدى إلى تأهل اسكتلندا لكأس العالم 1986. بعد أن سافر مع اسكتلندا إلى أستراليا، عاد إلى المملكة المتحدة وبعد ثلاثة أيام فقط سجل الهدف الوحيد لوست هام في المباراة التي انتهت بالفوز 1-0 على ملعب لوفتوس رود ضد كوينز بارك رينجرز.
تم استدعاؤه بعد ذلك إلى المنتخب الوطني الاسكتلندي لكأس العالم 1986، تحت قيادة المدرب الوطني المؤقت أليكس فيرغسون. شارك في مباراتين في نهائيات كأس العالم في المكسيك، كلاهما كبديل وخسر المنتخب الإسكتلندي أمام الدنمارك وألمانيا الغربية. في المجموع، خاض خمس مباريات دولية مع اسكتلندا، وكانت آخرها أمام المملكة العربية السعودية في فبراير 1988 انتهت بالتعادل 2-2 في الرياض.

## أسلوب الحياة
خلال مسيرته في اللعب، كان يتمتع بسمعة طيبة بأسلوب حياة مستهتر يتضمن المشروبات والمخدرات والنساء. كان أسلوب حياته مصدر إلهام لشخصية محاكاة ساخرة لعبها جوناثان واتسون في البرنامج التلفزيوني الكوميدي الإسكتلندي، فقط عذر؟
في عام 2000، بعد أن تمت تبرئته في المحكمة من حادثة تتعلق بتوريد الأدوية الخاضعة للرقابة، وجد ماكافيني نفسه في صعوبات مالية شديدة ولجأ إلى بيع ميدالياته لرجل الأعمال ويلي هوغي الذي يدعم سلتيك مقابل مبلغ صغير؛ وقد أعيدت إليه لاحقًا في عام 2017.
في 12 يناير 2009، تلقى ماكافيني حكماً بالسجن لمدة أربعة أشهر مع وقف التنفيذ بتهمة الشجار بعد حادثة في يوليو 2008 حيث قام بنطح رجل في دوغلاس بجزيرة مان.

## الإحصائيات المهنية

### المشاركات الدولية
| منتخب اسكتلندا | منتخب اسكتلندا | منتخب اسكتلندا |
| السنة          | الظهور         | الأهداف        |
| -------------- | -------------- | -------------- |
| 1985           | 2              | 1              |
| 1986           | 2              | 0              |
| 1988           | 1              | 0              |
| مجموع          | 5              | 1              |

### الأهداف الدولية
| # | التاريخ        | المكان                        | الخصم    | الأهداف | النتيجة | المسابقة               | المرجع |
| - | -------------- | ----------------------------- | -------- | ------- | ------- | ---------------------- | ------ |
| 1 | 20 نوفمبر 1985 | هامبدن بارك، غلاسكو، اسكتلندا | أستراليا | 1       | 2–0 فوز | تصفيات كأس العالم 1986 |        |

## الإنجازات والتكريم

### لاعب
سانت ميرين
- كأس رينفروشاير: 1984-85 - الفائز[57]

سلتيك
- الدوري الإسكتلندي الممتاز 1987-88 - الأبطال[58]
- كأس اسكتلندا 1988 - الفائزون

فريق ويستهام يونايتد
- الدرجة الثانية الإنجليزية 1990-1991 - الوصيف[58][59]

فردي
- لاعب العام في اسكتلندا:[58][59]
- مطرقة العام: 1985–86 (2)[60]

## روابط خارجية
- فرانك مكافيني على موقع قاعدة بيانات كرة القدم.إي يو (الإنجليزية)
- فرانك مكافيني على موقع ناشيونال فوتبول تيمز (الإنجليزية)
- فرانك مكافيني على موقع عالم كرة القدم.نت (الإنجليزية)